# Constantin III (roi d'Arménie)
Constantin III ou Kostandin III (en arménien Կոստանդին Գ), né en 1277 et mort en 1310, est un roi d'Arménie de 1298 à 1299 et de 1307 à 1308.

## Biographie
Constantin est un fils de Léon III, roi d'Arménie, et de Keran de Lampron. Il est de la famille des Héthoumides.
En 1295, ses frères aînés Héthoum II et Thoros III laissent la régence du royaume d'Arménie à leur frère Smbat pour se rendre à Byzance, afin de marier leur sœur Rita au nouveau co-empereur Michel IX Paléologue. Smbat en profite pour s'emparer du pouvoir, avec l'aide de Constantin. Héthoum et Thoros sont capturés à leur retour et jetés en prison à Partzerpert, puis Smbat fait assassiner Thoros le 23 juillet 1298. Constantin se retourne alors contre son frère, l'emprisonne et monte sur le trône, mais il est lui-même renversé par Héthoum, qui s'est évadé de sa prison. Héthoum exile alors ses deux frères félons à Byzance.
Il réussit brièvement à revenir sur le trône en 1307, après l'assassinat par les Mongols d'Hethoum II et de son neveu Léon IV ; mais il est déposé dans l'année.

## Sources
- (en) « Armenia », sur Foundation for Medieval Genealogy (consulté le 20 juin 2010).